# Örebro Nikolai distrikt
Örebro Nikolai distrikt är från 2016 ett distrikt i Örebro kommun och Örebro län.
Distriktet ligger i tätorten Örebro.

## Tidigare administrativ tillhörighet
Distriktet inrättades 2016 och utgörs av en del av det område som fram till 1971 utgjorde Örebro stad.
Området motsvarar den omfattning Örebro Nikolai församling  hade vid årsskiftet 1999/2000 och som den fick 1995 efter utbrytning av Adolfsbergs församling.